# Communauté de communes du Genevois
Die Communauté de communes du Genevois ist ein französischer Gemeindeverband mit Rechtsform einer Communauté de communes im Département Haute-Savoie, dessen Verwaltungssitz sich in dem Ort Archamps befindet. Seine 17 Mitgliedsgemeinden liegen in der historischen Provinz Genevois und bilden ein eng eingegrenztes Territorium zwischen der Landesgrenze mit der Schweiz im Norden, dem Mont Salève im Osten, dem Mont Sion im Süden sowie dem Bergrücken Montagne de Vuache und der Rhone im Westen. Die ökonomische Entwicklung, Bevölkerungsentwicklung und Infrastruktur im Bereich des Gemeindeverbandes sind stark durch die Nähe zu Genf beeinflusst. Der Ende 1995 gegründete Gemeindeverband zählt 49.025 Einwohner (Stand 2022) auf einer Fläche von 151,45 km², sein Präsident ist Pierre-Jean Crastes.

## Aufgaben
Zu den vorgeschriebenen Kompetenzen gehören die Entwicklung und Förderung wirtschaftlicher Aktivitäten und des Tourismus sowie die Raumplanung auf Basis eines Schéma de Cohérence Territoriale. Der Gemeindeverband bestimmt die Wohnungsbaupolitik. In Umweltbelangen betreibt er die Wasserversorgung, die Abwasserentsorgung, die Müllabfuhr und ‑entsorgung und ist für den Gewässerschutz (hier betreffend Aire und Drize) zuständig. Er betreibt außerdem den öffentlichen Nahverkehr und den Schulbusverkehr. Zusätzlich baut und unterhält der Verband Kultureinrichtungen, fördert Veranstaltungen in diesem Bereich und unterstützt außerschulische Aktivitäten.

## Mitgliedsgemeinden
Folgende 17 Gemeinden gehören der Communauté de communes du Genevois an:
| Gemeinde                           | Einwohner 1. Januar 2022 | Fläche km² | Dichte Einw./km² | Code INSEE | Postleitzahl |
| ---------------------------------- | ------------------------ | ---------- | ---------------- | ---------- | ------------ |
| Archamps                           | 2.458                    | 10,69      | 230              | 74016      | 74160        |
| Beaumont                           | 3.081                    | 9,74       | 316              | 74031      | 74160        |
| Bossey                             | 947                      | 3,88       | 244              | 74044      | 74160        |
| Chênex                             | 790                      | 5,38       | 147              | 74069      | 74520        |
| Chevrier                           | 717                      | 5,35       | 134              | 74074      | 74520        |
| Collonges-sous-Salève              | 3.876                    | 6,13       | 632              | 74082      | 74160        |
| Dingy-en-Vuache                    | 787                      | 7,18       | 110              | 74101      | 74520        |
| Feigères                           | 1.842                    | 7,66       | 240              | 74124      | 74160        |
| Jonzier-Épagny                     | 889                      | 7,16       | 124              | 74144      | 74520        |
| Neydens                            | 2.227                    | 6,96       | 320              | 74201      | 74160        |
| Présilly                           | 1.082                    | 8,66       | 125              | 74216      | 74160        |
| Saint-Julien-en-Genevois           | 15.925                   | 10,59      | 1.504            | 74243      | 74160        |
| Savigny                            | 1.029                    | 10,52      | 98               | 74260      | 74520        |
| Valleiry                           | 5.090                    | 6,95       | 732              | 74288      | 74520        |
| Vers                               | 962                      | 5,91       | 163              | 74296      | 74160        |
| Viry                               | 5.625                    | 26,16      | 215              | 74309      | 74580        |
| Vulbens                            | 1.698                    | 12,53      | 136              | 74314      | 74520        |
| Communauté de communes du Genevois | 49.025                   | 151,45     | 324              | –          | –            |